# Ferecrate
Ferecrate (in greco antico: Φερεκράτης?, Pherekràtes; in latino Pherecrates; Atene, seconda metà V secolo a.C. – ...) è stato un commediografo greco antico.

## Biografia
Ferecrate visse in Atene nella seconda metà del V secolo a.C., operando dapprima come attore e in seguito scrivendo commedie grazie alle quali vinse, nel 437 a.C., le gare teatrali. Contemporaneo di Aristofane e collaboratore di Cratete di Atene, si dedicò soprattutto alle commedie di costume e di carattere, dimostrandosi, però, originale sia nei contenuti sia nei temi.

## Commedie
Della sua produzione teatrale sono rimasti 18 titoli (di cui cinque dubbi già nell'antichità) e 228 frammenti.
Il frammento più consistente, tra quelli sopravvissuti, è i Minatori, una satira sulle convinzioni religiose sull'oltretomba; ancora, in un frammento dei Crapàtali, appare Eschilo a difendere dall'oltretomba il senso ed il significato della sua letteratura.
Ferecrate, però, non rinunciava del tutto alla satira personale, perché vediamo, dai frammenti delle sue opere, che egli aveva attaccato Alcibiade, il poeta tragico Melanzio e altri.
Fu famoso per gli intrecci delle sue commedie e per aver inventato un nuovo tipo di verso chiamato ferecrateo e per lo stile, per cui gli fu dato l'attributo di "atticissimo" per la purezza della lingua (con riferimento all'atticismo); tra l'altro, non disdegnava di rappresentare intrecci imperniati su figure femminili, come nella commedia Coriannò, dedicata ad una cortigiana e che, tra l'altro, descriveva un gioioso banchetto a base di vino e fichi secchi.